# Coquimbo
Coquimbo ist eine Stadt in der Región de Coquimbo im Kleinen Norden des südamerikanischen Anden-Staates Chile. Sie hat 205.760 Einwohner (Stand: 2017).

## Geographie
Coquimbo liegt am Meer, südlich der Regionalhauptstadt La Serena und etwa 400 km nördlich von Santiago. Die Städte Coquimbo und La Serena gehen „nahtlos“ ineinander über. Coquimbo hat einen bedeutenden Hafen.

## Klima und die totale Sonnenfinsternis von 2019
Die Temperaturen Coquimbos schwanken im Jahresmittel um knapp 14 °C, es regnet kaum.
Am 2. Juli 2019 von 15:22 bis 17:46 Uhr (UTC-4) war Coquimbo die Stadt im Korridor der totalen Sonnenfinsternis. Diese bewegte sich auf die chilenische Küste zu, welche etwa 40 Kilometer nördlich von Coquimbo erreicht wurde. Am Strand und in der Stadt von Coquimbo haben dieses Ereignis mehrere 10.000 Menschen beobachtet.

## Geschichte
Der natürliche Hafen von Coquimbo wurde 1550 unter Pedro de Valdivia von Spanien eingenommen.
Bedingt durch die Gold- und Kupferindustrie der Region wuchs der Hafen der Stadt um 1840 zu einem bedeutenden Exporthafen an. Mit der Zeit siedelten sich zahlreiche Europäer, insbesondere aus England kommend, in Coquimbo an.
Coquimbo erhielt 1867 die Anerkennung als Stadt.
Die Bevölkerung wuchs zwischen 1992 und 2002 um 32,8 % (40.270 Einwohner) und von 2005 bis 2012 um 24 % (38.798 Einwohner).
Am 16. September 2015 erschütterte ein Erdbeben der Stärke von 8,3 auf der Richterskala Coquimbo.

## Sehenswürdigkeiten
Im Hafen liegen zwei Schiffswracks.
Ein monumentales und von überall sichtbares 92-m-Denkmal ist das Kreuz des dritten Jahrtausends auf dem höchsten Berg der Stadt. Coquimbo gilt auch als Wallfahrtsort.
In der Nähe liegt der Ort Los Vilos. Von dort können Besucher die nahe Insel La Reine besuchen.

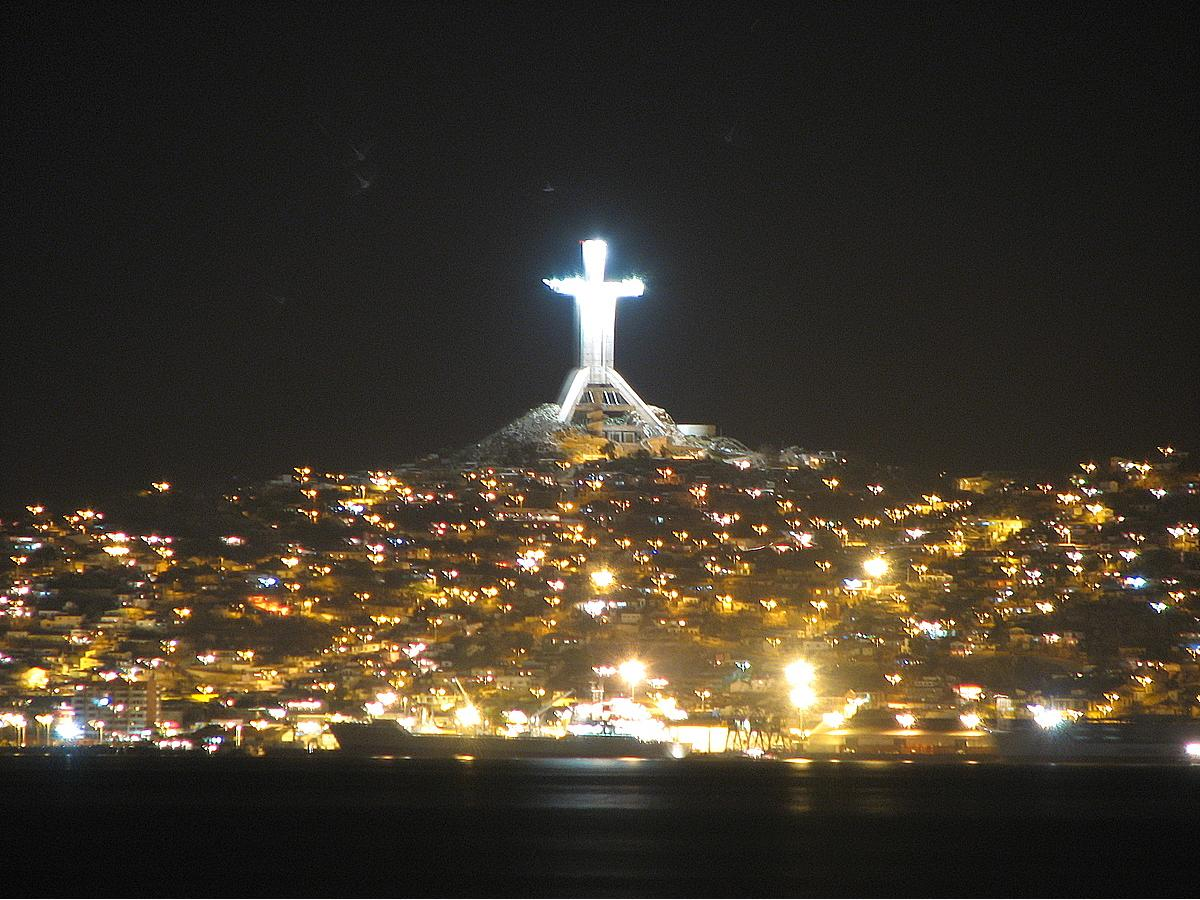
Coquimbo bei Nacht
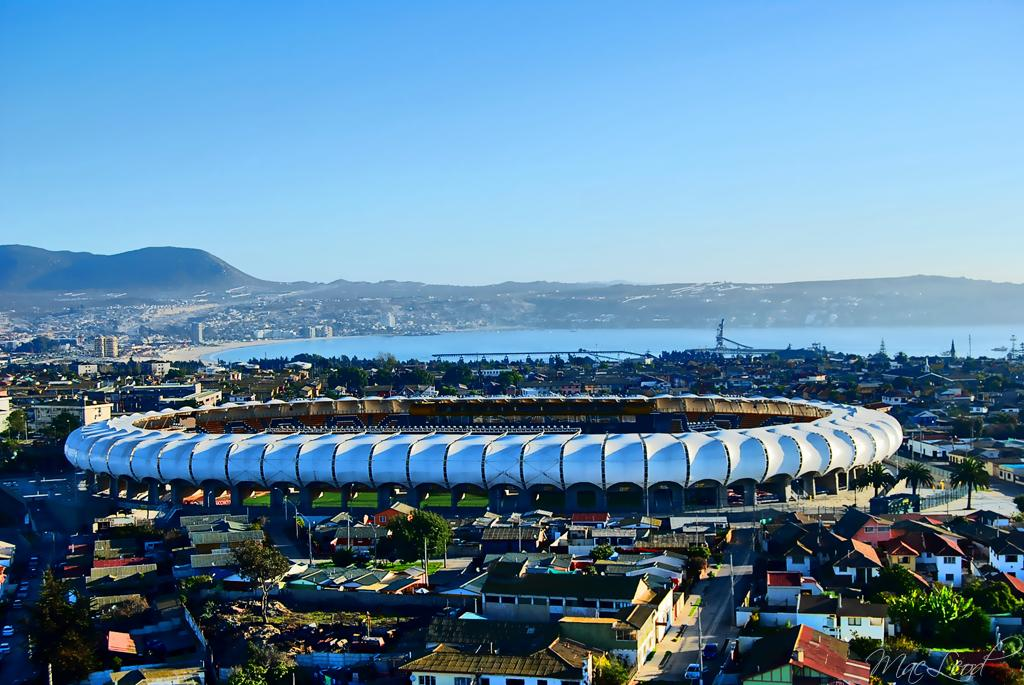
Estadio Francisco Sánchez Rumoroso (2010)
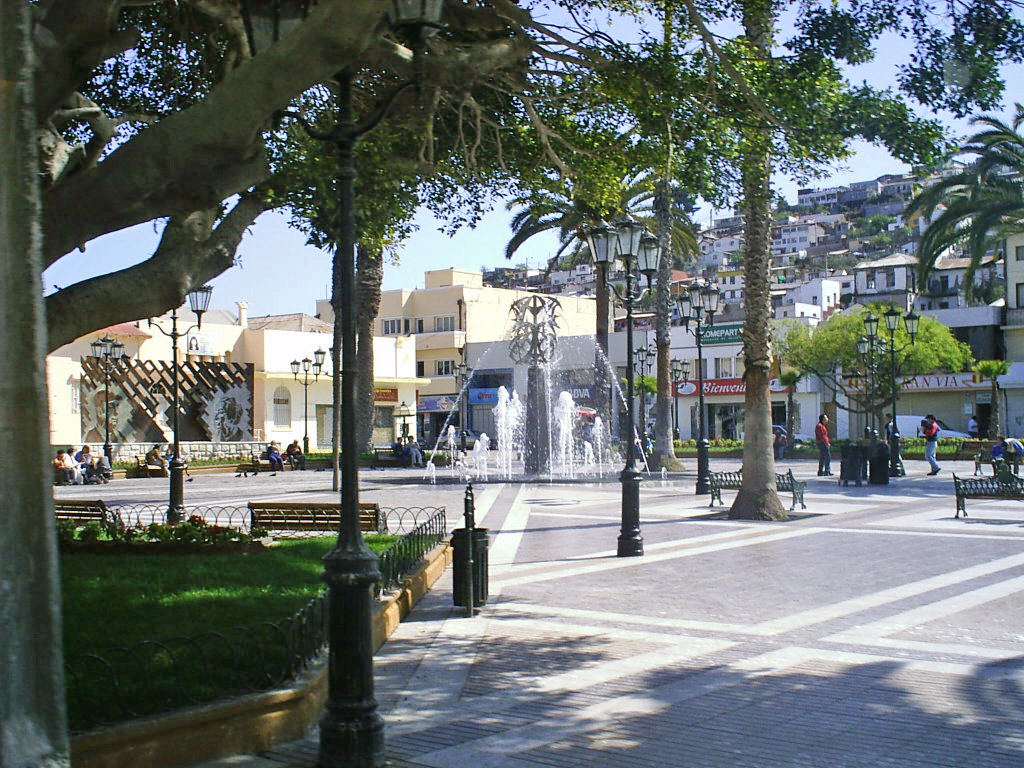
Westlicher Teil der Plaza de Coquimbo

## Wirtschaft
Der Hafen der Stadt spielt eine bedeutende Rolle als Exporthafen, insbesondere für Obst. In der Region wird Wein angebaut.
Auch der Tourismus hat in der Stadt Einzug gehalten. Die Stadt liegt an der Panamericana.

## Persönlichkeiten

### Söhne und Töchter der Stadt
- William Foxwell Albright (1891–1971), US-amerikanischer Archäologe und Orientalist
- Ángel Báez (1894–1920), Fußballspieler
- Óscar González (1894–1959), Fußballspieler
- Arturo Carmona (1909–1966), Fußballspieler
- José Sulantay (1940–2023), Fußballspieler und -trainer
- Sergio Ahumada (* 1947), Fußballspieler
- Luis Mosquera (* 1959), Fußballspieler
- Wilson Fre (* 1965), Fußballspieler
- Rodrigo Rivera (* 1983), Fußballspieler
- Manuel García (* 1985), Fußballspieler
- Carlos Carmona (* 1987), Fußballspieler
- Carlos Escobar (* 1989), Fußballspieler
- Joaquín Cerezo (* 1994), Fußballspieler
- Diego Carrasco (* 1995), Fußballspieler
- Gonzalo Collao (* 1997), Fußballspieler

### Mit der Stadt verbunden
- Der polnische Geologe Ignacy Domeyko (1802–1889) war Professor am Institut für Mineralogie des Colegio de Coquimbo und später an der Universidad de Chile in Santiago de Chile. Dort war er Rektor von 1867 bis 1883.